# معركة بيلو وود
وقعت معركة بيلو وود (1-26 يونيو 1918) خلال هجوم الربيع الألماني في الحرب العالمية الأولى، بالقرب من نهر المارن في فرنسا. دارت المعركة بين فرقتي المشاة الثانية (تحت قيادة اللواء عمر بندي) والثالثة الأمريكية جنبًا إلى جنب مع القوات الفرنسية والبريطانية ضد مجموعة متنوعة من الوحدات الألمانية التي تضمنت عناصر من الفرق 237، و10، و197، و87، و28. أصبحت المعركة عنصرًا أساسيًا في تقاليد مشاة البحرية الأمريكية.

## الخلفية
في مارس 1918، وبالتزامن مع تحرير ما يقارب 50 فرقة إضافية نتيجة الاستسلام الروسي على الجبهة الشرقية، شنّ الجيش الألماني سلسلة من الهجمات على الجبهة الغربية، على أمل هزيمة الحلفاء قبل نشر القوات الأمريكية بشكل كامل. وشهد هجوم ثالث شُنَّ في مايو ضد الفرنسيين بين سواسون ورانس، والذي عُرِف باسم معركة أن الثالثة، وصول الألمان إلى الضفة الشمالية لنهر المارن في شاتو تييري، على بعد 95 كم (59 ميل) من باريس، في 27 مايو. أوقفت الفرقة الثالثة التقدم الألماني في شاتو تييري في 31 مايو، ما أدى إلى توّجه التقدم الألماني يمينًا نحو فو وبيلو وود.
في 1 يونيو، سقطت مواقع شاتو تيري وفو، وانتقلت القوات الألمانية إلى بيلو وود. نُقلت فرقة المشاة الثانية في الولايات المتحدة -التي تضم لواءً من مشاة البحرية الأمريكية- لتتمركز على طول طريق باريس ميتز السريع. تمركز فوج المشاة التاسع بين الطريق السريع ونهر المارن، بينما انتشر فوج مشاة البحرية السادس إلى اليسار. احتُفِظ بأفواج مشاة البحرية الخامس والثالث والعشرين في الاحتياط.

## المعركة
في مساء الأول من يونيو، اخترقت القوات الألمانية الخطوط الفرنسية على الجهة اليسرى من تمركز مشاة البحرية. رداً على ذلك، قامت القوات الاحتياطية الأمريكية -المؤلفة من فوج المشاة الثالث والعشرين بقيادة العقيد بول بي. مالون، والكتيبة الأولى من لواء مشاة البحرية الخامس بقيادة العقيد يوليوس إس. توريل، ووحدة من كتيبة الأسلحة الرشاشة السادسة- بمسيرة إجبارية لمسافة 10 كم (6.2 ميل) لسد الفجوة الناجمة عن الاختراق، وهذا ما تمكنوا من تحقيقه بحلول الفجر. بحلول ليلة الثاني من يونيو، سيطرت القوات الأمريكية على خط أمامي بطول 20 كم (12 ميل) إلى الشمال من طريق باريس ميتز السريع يمر عبر حقول من الحبوب وغابات متفرقة، ويمتد من المزرعة المثلثة في الغرب إلى لوسي ومن ثم إلى الشمال من هضبة 142. تراجعت الخطوط الألمانية من فو إلى بوريش وبعدها إلى بيلو.

### توقف التقدم الألماني في بيلو وود
أمر القادة الألمان بالتقدم نحو مارجيني ولوسي عبر بيلو وود كجزء من هجوم كبير عبر فيه قسم آخر من القوات الألمانية نهر المارن. أمر قائد لواء البحرية، اللواء جيمس هاربورد -معارضًا أمرًا فرنسيًا بحفر الخنادق باتجاه الخلف- مشاة البحرية «بالالتزام بمواقعهم». حفر مشاة البحرية باستخدام الحراب مواقع قتاليةً قليلة العمق أمكنهم من خلالها إطلاق النار في وضعية الرقود. بعد ظهر يوم 3 يونيو، هاجمت قوات المشاة الألمانية مواقع مشاة البحرية عبر حقول الحبوب بحرابهم المثبتة. انتظر مشاة البحرية اقتراب الألمان لمسافة تقارب 100 ياردة (91 م) قبل أن يفتحوا نيران بنادقهم القاتلة التي دحرت مجموعات من المشاة الألمان وأجبرت الناجين منهم على العودة إلى الغابة.
بعد تكبدهم خسائر فادحة، احتمى الألمان على طول خط دفاعي يمتد من هضبة 204، شرق فو، إلى لو ثيوليت على طريق باريس ميتز السريع وإلى تورسي شمالًا عبر بيلو وود. بعد طلب القوات الفرنسية المستمر من مشاة البحرية التراجع إلى الوراء، صرّح النقيب في مشاة البحرية لويد ويليامز من الكتيبة الثانية التابعة لفرقة مشاة البحرية الخامسة بردّه المشهور: «التراجع؟ اللعنة، لقد وصلنا لتوّنا إلى هنا». ادّعى قائد كتيبة النقيب ويليامز، الرائد فريدريك وايز، في وقت لاحق قوله هذه الكلمات الشهيرة.
في الرابع من يونيو، تولّى اللواء بوندي -قائد الفرقة الثانية- قيادة القطاع الأمريكي في الجبهة. تصدّى مشاة البحرية خلال اليومين التاليين للاعتداءات الألمانية المستمرة. وصلت التعزيزات المتمثلة في الفرقة 167 الفرنسية، ما أعطى بوندي فرصة لتأمين جبهته الممتدة لمسافة ألفي ياردة (1800 م). تسلّم اللواء الثالث تحت قيادة بوندي زمام الأمور في القطّاع الجنوبي من الخط، بينما كان لواء مشاة البحرية مسؤولًا عن المنطقة شمال الخط انطلاقًا من المزرعة المثلثة.

### الهجوم على هضبة 142
في الساعة 03:45 يوم 6 يونيو، شنّ الحلفاء هجومًا على القوات الألمانية، الذين كانوا بدورهم يستعدون لشنّ هجومهم الخاص. تقدمت الفرقة 167 الفرنسية على يسار الخط الأمريكي، في حين هاجم مشاة البحرية الهضبة 142 لمنع إطلاق النار على الجناحين. كجزء من المرحلة الثانية، تعيّن على الفرقة الثانية الاستيلاء على التلال المطلة على تورسي وبيلو وود، واحتلال بيلو وود. على أي حال، فشل مشاة البحرية في عملية استطلاع الغابة. ونتيجة لذلك، لم يتمكنوا من رصد كتيبة من المشاة الألمان المتحصنين، مع شبكة من متاريس الأسلحة الرشاشة والمدفعية.
عند الفجر، هاجمت الكتيبة الأولى التابعة للفوج الخامس من مشاة البحرية -بقيادة الرائد يوليوس توريل- هضبة 142، مع تمركز سريتين فقط في موقعهما. تقدّم مشاة البحرية في موجات مع حرابهم المثبتة عبر حقل مكشوف من القمح تم اجتياحه بالأسلحة الرشاشة ونيران المدفعية الألمانية، ما أدى لخسارة العديد من مشاة البحرية. قُتِل النقيب كراوثر قائد السرية السابعة والستين على الفور تقريبًا. حارب النقيب هاميلتون مع السرية التاسعة والأربعين على امتداد الغابة، إذ قاتلوا الألمان المتمركزين وتجاوزوا هدفهم بستة ياردات (5.5 متر). خسر هاملتون في هذه المرحلة جميع ضباطه الخمسة الصغار، في حين لم يتبقَّ في السرية السابعة والستين سوى ضابط واحد على قيد الحياة. أعاد هاملتون تنظيم السريتين، وشكّل نقاطًا محصنةً وخطًا دفاعيًا.
خلال الهجوم الألماني المضاد، تصدّى الرقيب المدفعي إيرنست إيه. جانسون -الذي عمل باسم تشارلز هوفمان- لتقدّم 12 جنديًا ألمانيًا، إذ قتل اثنين منهم بحربته قبل فرار الآخرين؛ ونتيجةً لعمله هذا، أصبح أول جندي من مشاة البحرية يحصل على وسام الشرف في الحرب العالمية الأولى. وذُكِر هنري هولبرت المدفعيّ في البحرية أيضًا لاقتحامه نيران العدو خلال الهجوم المضاد وحصل على وسام صليب الخدمة المتميزة.
وصل باقي الكتيبة حينها ودخلوا في المعركة. كانت قوات الأجنحة التابعة للرائد توريل غير محمية، مع استنفاد مشاة البحرية ذخيرتهم بسرعة. ولكن بحلول عصر ذلك اليوم، استولى مشاة البحرية على هضبة 142، بعد مقتل تسعة من ضباطهم ومعظم رجال الكتيبة البالغ عددهم 325.